# ベクデル・テスト
ベクデル・テスト（英: Bechdel Test）とは、ジェンダーバイアス測定のために用いられるテストである。テストではあるフィクションの作品に、最低でも2人の女性が登場するか、女性同士の会話はあるか、その会話の中で男性に関する話題以外が出てくるかが問われる。2人の女性に名前がついていることも時としてテストの条件に付加される。
もともとは映画を評価するために用いられ、現在ではあらゆるフィクションにおいて用いられている。現代の映画の半分程度はこのテストをパスしないと言われており、これは映画産業で働く女性の比率が低いことや、業界人の観客の好みに対する想定ゆえであるとされている。批評家はこのテストは総体として考えた場合は有益だと指摘している。個別の作品については、性差別と無関係な理由でテストをパスしたりしなかったりし得る。
このテストはアメリカの漫画家アリソン・ベクデル（en:Alison Bechdel）にちなんで命名された。1985年、ベクデル作のコミック'Dykes to Watch Out For'に登場する人物がこのアイディアを表明しており、ベクデルはこれを友人リズ・ウォレスの話だとしている。このテストはベクデル/ウォレステスト 、ベクデル・ルールなどとしても知られている。

## 歴史

### フィクションにおけるジェンダー描写
1929年のエッセイ「私だけの部屋」において、ヴァージニア・ウルフが同時代の文学について行っている観察は、ベクデル・テストがのちにもっと新しいフィクションについて行ったようなものである。
映画においては、1950年から2006年までにもっともアメリカ合衆国で商業的に成功した映画のジェンダー描写研究によると、平均すると男性キャラクター2人につき女性キャラクターは1人しか出てこず、この率は時代が移ってもあまり変わっていない。女性キャラクターは男性キャラクターより2倍も頻繁にセックスがらみの出来事に巻き込まれており、こうしたあからさまな性的内容を含む場面の比率は時代の変化とともに増加している。男性・女性ともに、キャラクターにかかわる暴力描写は増えている。
2014年にジェンダーとメディア研究所のジーナ・デイヴィスが行った研究によると、2010年から2013年にかけて作られた120本の映画のうち、名前がついているキャラクターのうち女性は31%をしめるのみで、23%の映画が女性の主人公あるいは主人公群のひとりを有している。監督の7%が女性である。

### ベクデル・テスト
現在「ベクデル・テスト」として紹介されているものは、アリソン・ベクデルのコミックである'Dykes to Watch Out For'においてはじめて登場したものである。1985年の'The Rule'というコミックにおいて、名前のついていない女性キャラクターが、以下のような条件を満たす映画しか見ないと言う。
1. 少なくとも2名、女性が出てくる。
2. 互いに会話をする。
3. 話題は男性以外のものである。[7][8]

ベクデルはこのテストの考えを空手の同門である友人リズ・ウォレスからもらったと言っている。ベクデルは、ウォレスはヴァージニア・ウルフの「私だけの部屋」からヒントを得たにちがいないと後に書き記している。
ベクデルによると、もともとは「オルタナ系フェミニスト新聞にのったちょっとしたレズビアンの冗談」のつもりであったが、このテストは2010年代には主流の批評にも入り込み、「フェミニストの批評家がテレビ、映画、本、その他のメディアを評価するときに使う基準」とされるようになっていた。2013年にはネット新聞がこれを「ある映画が女性に気を遣っているかを把握するためによく使われる簡潔な記述方法で、ほとんどおなじみの言葉だ」と述べており、『パシフィック・リム』のようなハリウッドの主要な映画がこれをパスしないことが徹底的な議論の的となった。ネダ・ウラビィによると、テストは「大衆文化においてしばしば欠けているもの、つまりスクリーンで見る女性の数ではなく、女性の物語の深さ、その関心の広さを明確化している」がゆえに今でも有効である。
2013年にはスウェーデンの4つの映画館とスカンディナヴィアのケーブルチャンネルであるヴァイアサット・フィルムがベクデル・テストを評価基準に取り入れたが、これはスウェーデン国立映画協会の支持を受けた動きであった。
このテストにはいくつか変種がある。例えば、2人の女性には名前がついていなければならないというもの、最低60秒は会話がなければならないとするものなどである。

## テストの応用

### 合格・不合格の割合
ウェブサイト「ベクデル・テスト・コム」(bechdeltest.com)はユーザが編集できるデータベースで、このテストをパスするかどうかで4500本ほどの映画が分類されている。このサイトは女性登場人物に「名前がなければならない」という条件を付加している。2013年11月時点で、このサイトに登録された映画のうち56%がテストの全ての条件をパスしている作品としてリストされている。11%が最後の条件を満たさず(女性同士の会話が男性についてである)、23%は条件の2つを満たさず(女性同士が会話をしない)、10%はひとつも条件を満たさない（名前のある女性キャラクターが二人出てこない）。 
『エンターテイメント・ウィークリー』のマーク・ハリスによると、もしテストの合格が必須になれば、2009年のアカデミー作品賞候補作のうち半分が通らない可能性がある。ニュースサイトであるVocativは、2013年の興行収益トップ作品をベクデル・テストにかけると（あやふやなものもあるが）だいたい半分程度が合格し、残りは不合格だと結論した。
ライターのチャールズ・ストロスは、テストを「パス」する映画の半分ほどは女性たちが結婚や赤ん坊について話しているというだけの理由で合格だと述べている。テストに合格しない作品の中には、主に女性についてであったり、女性向けであったり、傑出した女性キャラクターが登場するようなものもある。テレビシリーズ『セックス・アンド・ザ・シティ』では、4人の主要人物のうちひとりにこう尋ねさせることにより、このテストに合格できない理由を明確に指摘している。「4人の冴えてる女がボーイフレンドのこと以外話すことがないなんてことがどうして起こるの? 銀行口座持ってるだけで7年生も同然じゃないの! 」
映画のみならず、テストはゲームやコミックのような他のメディアにも応用されている。

### 商業的側面
Vocativの記者は、テストにパスした映画はアメリカ合衆国で総額422万ドルほどを稼いでいる一方、パスしなかった映画は総額266万ドルほどの収益をあげていることも発見しており、ハリウッドがもっと稼ぐためには「スクリーンにもっと女性を出す」方策があると結論した"。1990年から2013年にかけて公開された1615本の映画データに基づくFiveThirtyEightの2014年の調査では、テストをパスした映画の予算中央値はそうでない映画より35%ほど低いという結論が出た。その調査によると、テストをパスした映画は、パスしなかった映画に比べるとアメリカ合衆国においても国際市場においても投資利益率が37%高かった。

### 分析
なぜ多くの映画がベクデル・テストをパスしないのかという点についての説明としては、脚本家をはじめとする映画業界人が多様性に比較的欠けることが指摘されている。2012年において、アメリカ合衆国で最も商業的に成功した映画100本の制作者のうち、女性の監督、脚本家、プロデューサーは6人あたりたった1名であった。

## テストの限界と批判
ベクデル・テストはあるフィクション作品においてある程度女性が存在しているということをはかるものにすぎない。作品がテストをパスするが性差別的内容を含んでいるということもあり得るし、傑出した女性キャラクターが出てくる作品であってもテストに合格しないことがあり得る。ウンベルト・エーコ原作で、中世の男子修道院が舞台である映画『薔薇の名前』などのように、女性が含まれないような場所に舞台が設定されているといったジェンダーバイアスとはあまり関係のない理由でテストに合格しない場合もある。こうした理由のため『デイリー・テレグラフ』の映画批評家ロビー・コリンは、映画がベクデル・テストに合格するか否かよりも映画において丁寧に描写された女性キャラクターがいないという根本的な問題が議論の主題になるべきだと示唆した。
FiveThirtyEightの記者ウォルト・ヒッキーは、テストはある映画がジェンダー平等のモデルであるのかをはかっているのではなく、これに合格することで台本の質や重要性、女性の役割の深みが担保されるわけではないと留意しつつも、「映画について今のところ使える最善のジェンダー平等テストであり、おそらくもっと重要なことには、データがある唯一のテストである」と書いた。
作品がテストをパスするか否かについての定量分析の試みにおいては、少なくとも1名の研究者、フェイス・ローレンスが、テストがどの程度厳しく適用されるかに結果が左右されると書いている。このテストの応用から浮かび上がっている疑問のひとつとして、他の話題もカバーしている会話の中のある点で男性に言及がある場合、会話全体が不適とされるのかというものがある。もしそうでないとしても、どうやって会話の始まりと終わりを定義するかという疑問は残る。
ニーナ・パワーは、このテストにより、フィクションは（何であろうとクリエイター自身のテーマを追求するよりも）女性を表象し、かつ女性表象において「リアリスティック」である責任があるのかという疑問が提示されたと述べた。パワーは実生活がどの程度頻繁にベクデル・テストをパスするか、フィクションの影響というのはどういうものであり得るのかということについても論じた。

## 派生テスト
ベクデル・テストから、フィクションやノンフィクションの作品を評価するためのジェンダーに関わる他の基準が派生して作られている。

### ルッソ・テスト
2013年にGLAADにより「ヴィト・ルッソ・テスト」が導入された。これは映画におけるLGBTキャラクターの表象を分析するためのものである。ベクデル・テストに触発され、映画史研究者ヴィト・ルッソにちなんで名付けられている。このテストは三つの基準を含んでいる。
1. 映画がレズビアン、ゲイ、バイセクシャル、トランスジェンダーと認識できるキャラクターを最低ひとり含んでいる。
2. そのキャラクターは性的指向や性同一性のみによって、あるいはそうしたものにより大幅に規定されているようであってはならない。
3. そのキャラクターは、いなくなると重要な影響がある程度にプロットに絡んでいる。

### フィンクバイナー・テスト
ベクデル・テストからは、ジャーナリストが女性科学者にかかわる記事においてジェンダーバイアスを避けるためのチェックリストであるフィンクバイナー・テストも派生した。

### マコ・モリ・テスト
マコ・モリ・テストは2013年のベクデル・テストにパスしない映画『パシフィック・リム』の女性主人公であり、かつこの映画における目立った唯一の女性キャラクターであるマコ・モリにちなんで名付けられている。ジェンダーに関して本作には有効なアプローチと考えられるものが含まれており、これを反映するためにファンがベクデル・テストのかわりにマコ・モリ・テストを提案した。マコ・モリ・テストをパスする映画とは以下の条件をパスしている。
1. 最低一人、女性のキャラクターが出てくる。
2. その女性は独自のストーリーラインを持っている。
3. その物語は他の男性の物語を支えるものではない。[30][31]